# 메타 나이트
메타 나이트(メタナイト, Meta Knight)는 별의 커비 시리즈의 보스 중 하나로, 커비의 라이벌이라는 설정과 팝스타 최강의 검객이라는 설정을 가지고 있다. 커비 못지 않은 엄청난 인기로 스매시브라더스 시리즈에도 출연했다. 전함 할버드의 소유자이며 메타 나이츠를 부하로 거느리고 있다. 시리즈 전통으로 바닥에 꽂혀있는 검을 집어야만 전투가 시작되며, 그를 이겼을 때 가면이 깨지며 맨얼굴을 볼 수 있다.
게임상에서 확인할 수 있는 맨얼굴의 눈 색은 하얀색이지만, 가면 사이로 비치는 노란색을 실제 눈 색으로 보는 팬들이 우세하며 팬아트에 노란 눈으로 그려진 경우가 더 많다. 별의 커비 로보보 플래닛과 별의 커비 스타 얼라이즈에서, 가면이 깨져도 여전히 노란색 눈인 것을 보아 노란색 눈이 진짜 눈의 색이라는 것이 확인되었다.
별의 커비 꿈의 샘 디럭스를 시작으로 터치! 커비, 별의 커비 울트라 슈퍼 디럭스, 별의 커비 Wii 등의 시리즈에서 플레이어블 캐릭터로도 등장한다.

## 메타 나이츠
메타 나이츠는 메타 나이트의 충실한 부하들이다. 종종 전함 할버드나 다른 곳에서 출현해 길을 방해하기도 한다. 대부분 이동, 공격속도가 빠르므로 무심코 덤볐다간 데미지입기 십상이다.

### 스워드 나이트&블레이드 나이트
일명 ソードナイト(소드나이트) ブレードナイト(블레이드나이트) 영칭 Sword Knight(소드 나이트) Blade Knight(블레이드 나이트)
메타 나이츠 중 유일한 자코이자 헬퍼 캐릭터. 둘 다 검을 쓴다. 게임에서는 몬스터로 나오며, 애니에서도 메타 나이트의 부하로 출연한다.

### 메이스 나이트
철퇴를 휘두르는 중장갑 기사. 메타 나이츠 중 체력이 가장 강하므로 주의해서 접근해야 한다. 또한 파워도 보통이 아니다.

### 엑스 나이트
해골얼굴을 가진 도끼병. 플레이어에게 빠른 속도로 다가오고 도끼를 날리기도 하므로 주의해서 공격하자.

### 트라이던트 나이트
창을 사용하는 기사. 가끔씩 창을 날리기도 하고 공중에 뜰수도 있으므로 주의하자.

### 자벨린 나이트
장창으로 공격해오며 간혹 장창을 던지기도 한다. 체력이 약하나 공격속도가 빠르므로 신중히 다가서자.

## 라이벌

### 커비
별의 커비 시리즈의 주인공. 적을 빨아들여 그 능력을 그대로 카피해 자기 것으로 만들 수 있다. 메타 나이트와는 라이벌 관계이지만 게임에 따라 협력 관계로 나올 때도 많다.

### 갤럭틱 나이트
갤럭틱 나이트(일본어: ギャラクティックナイト 영어: Galacta Knight)는 별의 커비 시리즈의  보스 중 하나이다. 첫 등장은 별의 커비 울트라 슈퍼 디럭스로, '메타 나이트로 고!' 모드에서 메타 나이트가 대혜성 노바에게 은하계 최강의 전사와 싸우고 싶다는 소원을 빌어 봉인이 풀리게 되고, 최종보스로서 싸우게 된다. 별의 커비 Wii의 모드인 '격투왕의 길 마스터'에서도 등장한다. 별의 커비 스타 얼라이즈 별의 ○○○○ 프렌즈로 GO! 모드에서는 나비와 합쳐져 몰포 나이트가 된다.

### 다크 메타 나이트
별의 커비 거울의 대미궁에서 등장하는 거울 세계의 메타 나이트로, 메타 나이트를 거울에 가두고 거울을 깨버린 장본인. 메타 나이트와 비슷한 기술을 사용하며 몸과 가면, 검, 망토 등이 다크 메타 나이트라는 이름에 걸맞게 모두 검은색이다. 커비를 검으로 썰어 4명으로 만들지만 후에 그 커비들에 의해 소멸하게 된다. 눈 색깔은 메타 나이트와 비슷한 노란색이라 여겨졌지만, 별의 커비 스타 얼라이즈의 프렌즈로 나오게 되며 메타 나이트의 눈보다는 조금 더 어두운 주황색 계열이라는 것이 밝혀졌다. 첫 출연 당시 게임에서는 도트의 한계로 표현되지 못했지만, 공식 일러스트를 보면 갑옷과 망토가 찢어져 있고 가면에 칼자국이 나 있다. 이 설정들은 별의 커비 트리플 디럭스에서 재출연하며 모두 구현되었다.